# Canelones, Urugvaj
Canelones je grad i sjedište istoimenog departmana na jugu Urugvaja, a od 2010. i istoimene općine. Ime je dobio po vrsti cimeta zvanog "canelón", koji raste uz obale rijeka u okolici grada.  Nalazi se 50 km sjeverno od Montevidea, gdje se spajaju autoceste "Route 5" i "Route 64". Grad leži na lijevoj obali rijeke Arroyo Canelon Chico.
Osnovao ga je Juan Miguel de Laguna 24. travnja 1783. pod imenom "Villa Guadalupe". Od 1874. grad je bio povezan željeznicom, a 1908. i autocestom "Route 5" do Montevidea. 23. ožujka 1916. preimenovan je u "Canelones" i tom prilikom dobio status grada (ciudad).
U okolici grada nalaze se vinogradi, u kojima se dobiveno grožđe u gradskim vinarijama prerađuje u vino i grožđani sirup. Budući da grad živi od proizvodnje vina, 1987. nastala je marka "Frigorífico Canelones" koja prodaje lokalna vina, grožđe i ostale vinarske proizvode.

## Stanovništvo
Prema popisu stanovništva iz 2011. godine u gradu je živjelo 19.865 stanovnika. Zanimljivost je da je tijekom općinskih izbora 2010. u gradu bio prijavljen 25.961 stanovnik.
| Godina | Stanovništvo |
| ------ | ------------ |
| 1908.  | 8.523        |
| 1963.  | 14.028       |
| 1975.  | 15.988       |
| 1985.  | 17.323       |
| 1996.  | 19.388       |
| 2004.  | 19.631       |
| 2011.  | 19.865       |

Izvor: Državni statistički zavod Urugvaja.

## Poznate osobe
- Diego Lugano, nogometaš (* 1980.)
- Pablo Gabriel García, nogometaš (* 1977.)

## Gradovi prijatelji
- Santa Fe, Argentina (od 14. kolovoza 2003.)[4]

## Vanjske poveznice
- (šp.) Državni statistički zavod Urugvaja: Plan grada Canelonesa